# Ivie Anderson
Ivie Marie Anderson (ur. 10 lipca 1905 w Gilroy, zm. 28 grudnia 1949 w Los Angeles) – amerykańska wokalistka jazzowa.

## Życiorys
Urodziła się w Gilroy (Kalifornia), jako córka Jobe Smitha. Imię jej matki jest nieznane. Imię Anderson jest czasami pisane jako „Ivy”. Uczyła się śpiewu w klasztorze Najświętszej Marii Panny w wieku od 9 do 13 lat i śpiewała w chórze, a także towarzystwie chóralnym w gimnazjum i liceum Gilroy. Spędzając 2 lata w Nunnie H. Burroughs Institution w Waszyngtonie, studiowała śpiew pod kierunkiem Sary Ritt. Wychowała się w Los Angeles.
W latach 20. XX wieku występowała w Cotton Club w Nowym Jorku i śpiewała z różnymi orkiestrami, m.in. Sonny’ego Claya, z którą koncertowała przez 5 miesięcy w Australii w 1928. W 1930 występowała przez kilka miesięcy w Chicago wraz z Earlem Hinesem. Od 1931 do 1942 była wokalistką orkiestry Duke’a Ellingtona. Nagrała z nią wiele utworów, które stały się przebojami, jak np. „It Don’t Mean a Thing (If It Ain'’ Got That Swing)”, „Stormy Weather” i „I Got It Bad and That Ain’t Good”. Wystąpiła w epizodzie filmu braci Marx Dzień na wyścigach, w którym zaśpiewała piosenkę „All God’s Chillun Got Rhythm”.
Musiała zakończyć karierę wokalistki w 1942 z powodu przewlekłej astmy. Prowadziła później restaurację w Los Angeles. Zmarła w wieku 45 lat z powodu astmy.

## Wybrana dyskografia (albumy kompilacyjne)
W czasie, gdy Ivie Anderson nagrywała, ukazywały się płyty szybkoobrotowe. Poniżej jest wybór albumów wydanych po śmierci wokalistki, będących kompilacjami
- 1953  Carmen McRae Plus Ivie Anderson – A Foggy Day With Carmen McRae (Stardust)
- 1973 Duke Ellington Presents Ivie Anderson (1931–1940) (Columbia)
- 1995 I've Got The World On A String (Past Perfect)